# Metal Gear Solid : Missions spéciales
 (mars 2017).
Si vous disposez d'ouvrages ou d'articles de référence ou si vous connaissez des sites web de qualité traitant du thème abordé ici, merci de compléter l'article en donnant les références utiles à sa vérifiabilité et en les liant à la section « Notes et références ».
Metal Gear Solid : Missions spéciales, appelé Metal Gear Solid: VR Missions aux États-Unis, est une extension de Metal Gear Solid, le célèbre jeu vidéo de Hideo Kojima. Développée et éditée par Konami, l'extension est sortie 1999 sur PlayStation. Elle requiert de posséder le jeu original pour pouvoir être joué.
Elle est disponible dans la compilation Metal Gear Solid: Integral sortie sur PlayStation et Windows.

## Système de jeu
Le jeu contient environ 300 missions supplémentaires, d'où le nom de « missions spéciales ». Les missions sont indépendantes du scénario principal de la série de Hideo Kojima et n'apportent donc aucun élément scénaristique nouveau. Les missions sont présentées sous la forme d'un menu : au fur et à mesure que le joueur accomplit les missions, il en débloque de nouvelles.

## Divers
En finissant le jeu à 100 %, le joueur découvre une image du Metal Gear RAY, qui apparaitra dans Metal Gear Solid 2: Sons of Liberty, sorti en 2001.